# Kostel svatého Jana Křtitele a svatého Jana Evangelisty (Opava)
Kostel svatého Jana Křtitele a svatého Jana Evangelisty se nachází v Opavě ve Smetanových sadech při Jánské ulici. Dnes na první pohled jen vzdáleně připomíná svůj pozdně středověký původ. Je chráněn jako kulturní památka České republiky. V současné době je kostel využíván částečně k liturgickým, částečně ke kulturním účelům a o jeho opětovné zapojení do veřejného života se stará spolek Kostel sv. Janů, z. s.

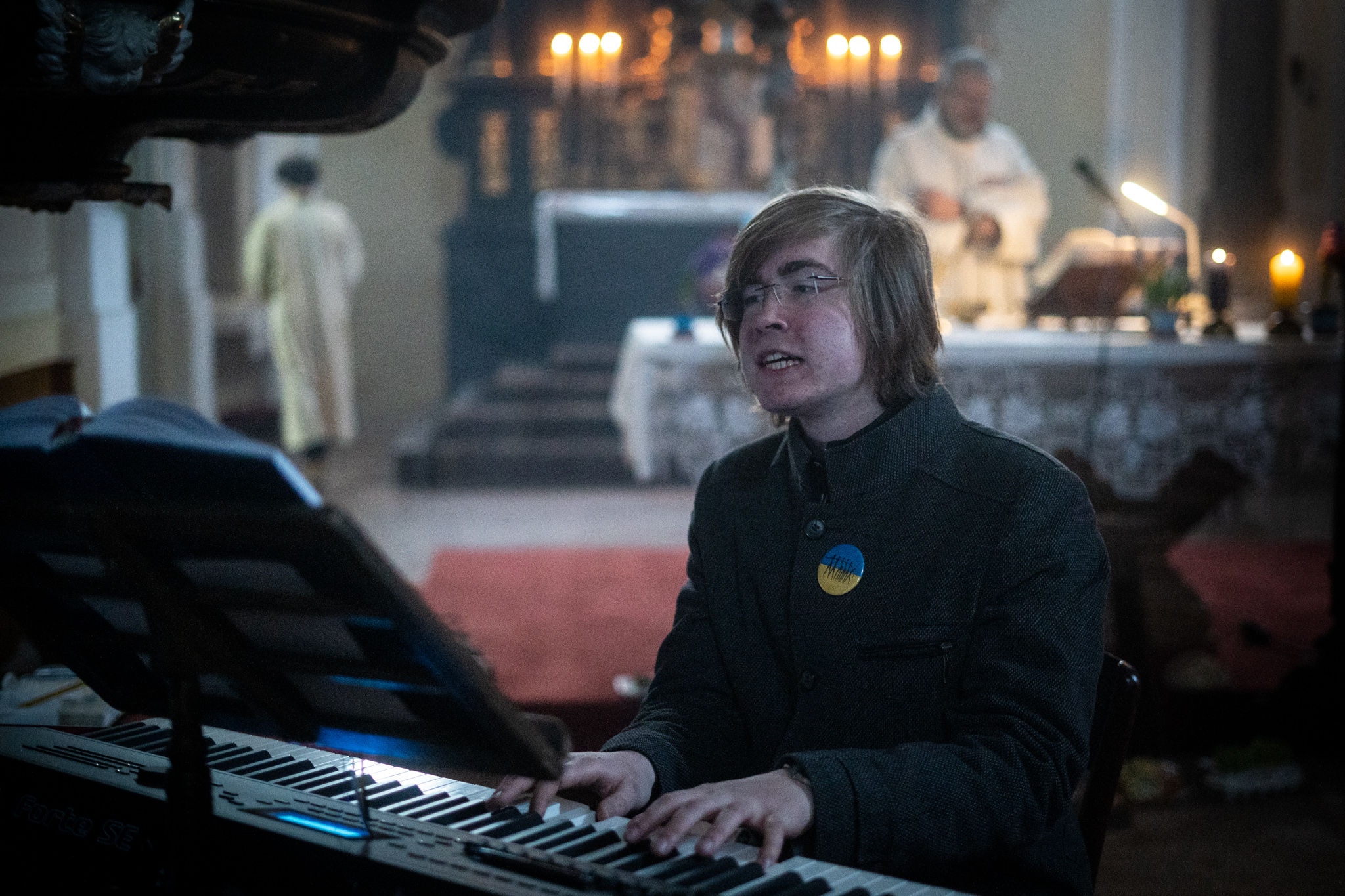
Velikonoční bohoslužba ve 4 hodiny ráno (2022), v pozadí vojenský kaplan Kamil Vícha

## Historie
Historie kostela je pevně spjata s řádem johanitů neboli Maltézským řádem. Tento rytířský řád, který vznikl na začátku 12. století při špitále sv. Jana ve Svaté zemi, se původně věnoval špitální péči o nemocné, později rovněž ochraně věřících poutníků. Do českých zemí přišel po polovině 12. století, o půl století později byl výskyt „rytířů s bílým křížem“ doložen i v dnešních polské obci jménem Hrobníky, odtud pak na začátku 13. století přenesli své sídlo do nedalekých Hlubčic. Ve třicátých letech 14. století nechal opavský vévoda Mikuláš II. Opavský postavit na Ratibořském předměstí v Opavě při mlýnském náhonu špitál a kapli sv. Mikuláše. O dvě desetiletí později je pak svěřil do péče právě hlubočicko-hrobnickým johanitům. Tři roky na to do jejich správy připadl také nově vystavený kostel zasvěcený sv. Janu Křtiteli a sv. Janu Evangelistovi při jihovýchodní části městského opevnění. Přízeň nového zeměpána, Mikulášova syna Jana I., sice řád na čas ztratil, nejpozději roku 1377 však došlo ke zrození samotné komendy v Opavě v podobě soukromé fundace přímo z iniciativy přemyslovského rodu. Řádová budova byla původně umístěna nejspíše jižně či jihovýchodně od kostela.

## Prvotní podoba chrámu a přestavby
Kostel byl trojlodní, síňového typu, o třech polích v každé lodi. Měl užší pětiboký a zaklenutý presbytář (neboli kněžiště) s lomenými okny a tufitovými kružbami. Zlomky žeber klenby byly ještě před několika málo lety zachované v barokní ohradní zdi. Vdova po zakladateli kostela jej vybavila vévodským oltářem k uctění památky svého manžela. Koncem 14. století došlo v souvislosti se stavbou nedalekého zeměpanského hradu a s přeložením městských hradeb v tomto úseku ke včlenění kostela do městského areálu. Z jihovýchodní strany chrám obkroužila hradba, což si vyžádalo přestavbu jeho trojlodí. U kostela pak byla zřízena menší branka (tzv. fortna) a vybudována hranolová věž.
Další zásah do objektu je spojen s jeho opravou po požáru města v roce 1431 a následnou přístavbou sakristie na severní straně presbytáře. Dlouhá kaple, zaleknutá obkročnou klenbou nesenou tufitovými žebry, měla v patře zděnou část sloužící jako pokladnice, do níž vedlo vřetenové schodiště v dodnes dochované vnější věžičce. Další přestavbou a opravou prošel kostel po požáru v roce 1461. Po následujícím požáru, jenž zachvátil Opavu v roce 1689, podstoupil kostel na počátku 18. století barokní přestavbu: byly obezděny gotické pilíře trojlodí, upravena téměř všechna okna, průčelí dostalo novou fasádu a novou věž za jejím štítem, která nahradila sanktusní věžičku na hřebeni střechy. Ve stejné době došlo ke stavbě komory na boku lodi, do které ústila chodba z nové komendy. Ta vznikla okolo poloviny 17. století a stála nyní západně od kostela. Roku 1713 byla Jordanem Zellerem dostavěna v barokním stylu. Při osvobozování Opavy v dubnu 1945 byl objekt těžce poškozen a následně stržen. Samotný kostel prošel v průběhu 19. století několika úpravami, kdy bylo například vystavěno nové klasicistní průčelí. V závěru století pak byla stavitelem Juliem Ludwallem vystavěna nová věž, která byla rovněž za války poškozena. Dnešní podoba kostela je výsledkem poválečné rehabilitace, dřevěná věž je však historicky nevěrohodnou rekonstrukcí.

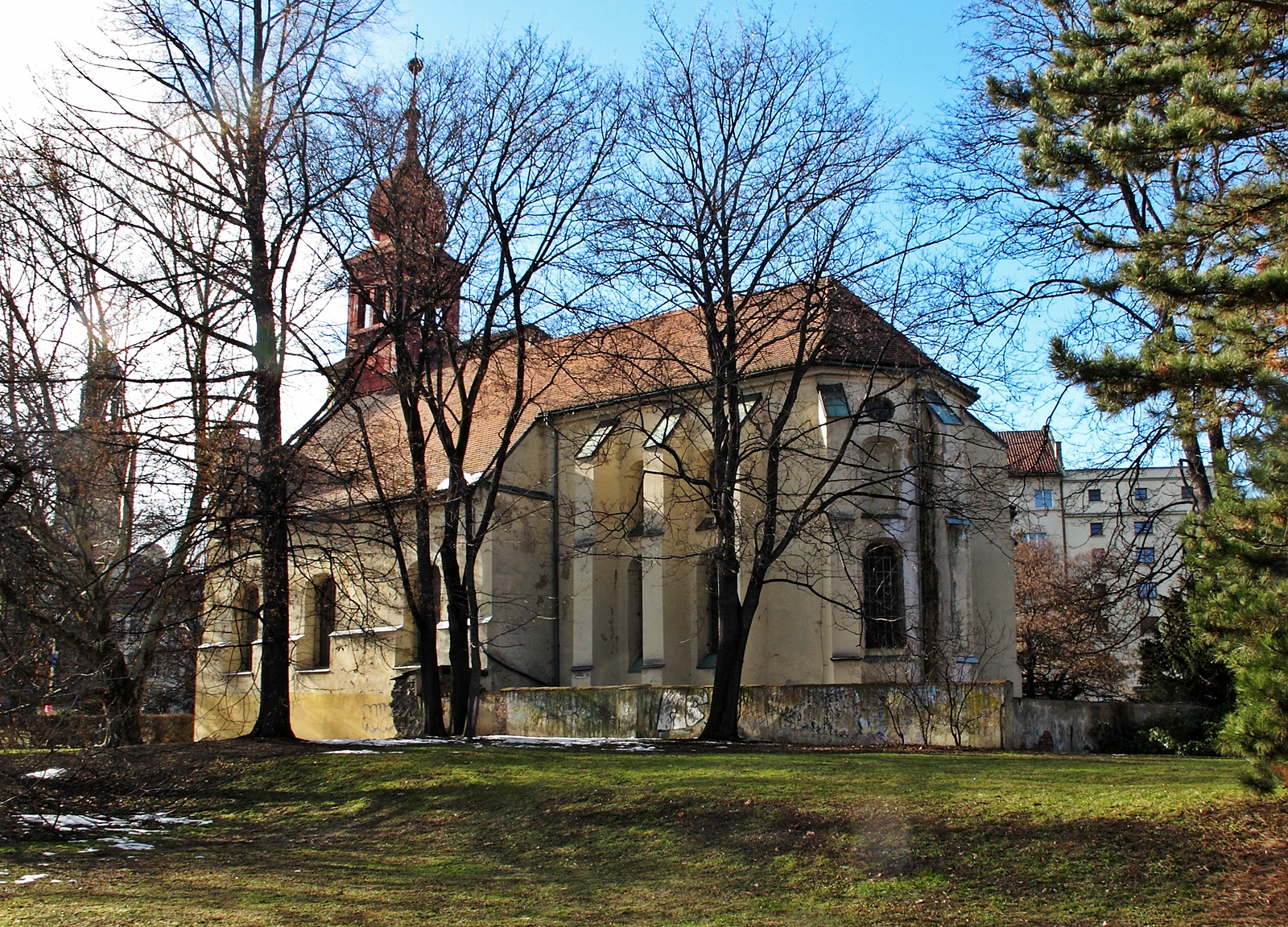
Pohled na kostel z jihovýchodní strany

### Současná podoba
V interiéru kostela se dochoval kamenný náhrobek vratislavského světícího biskupa Bernarda symbalského. Deska s rytinou biskupovy postavy je po obvodu doplněná pozdně gotickým nápisem z období po roce 1453. Není však patrně domácího původu, byla zřejmě do Opavy dovezena z Nisy či Vratislavi. V presbytáři rovněž najdeme dvě cenné náhrobní desky řádových komturů z 16. století – Jiřího Lesoty ze Stéblova a Jiřího Adelsbacha z Domsdorfu. Jiný náhrobník byl později použit jako nadpraží vchodu do sakristie. Uvnitř kostela se nachází taktéž socha Trpícího Krista z 16. století a hlavní oltář zdobený zlaceným boltcovým ornamentem s obrazy opavského malíře Ignáce Günthera. Ve venkovním výklenku lze spatřit sochu sv. Jana Nepomuckého, která byla do 50. let 20. století umístěna poblíž mostu přes řeku do Kateřinek. Poškozené dílo neznámého autora z první čtvrtiny 18. století představuje světce s jeho klasickými atributy – biretem na hlavě a krucifixem v pravé ruce, palmová ratolest v druhé ruce se již nedochovala.

## Opětovné oživení
Kolem roku 2010 přestaly být v kostele slouženy pravidelné bohoslužby. Kostel byl následně uzavřen, mimo jiné s ohledem na neuspokojivý stav památky. V roce 2021 byl zapsán spolek Kostel sv. Janů, z. s., který kostel adoptoval a dále pečuje o jeho záchranu a využití pro světské i církevní účely. V kostele jsou velmi pravidelně pořádány koncerty a jiné kulturní akce, mimo jiné ve spolupráci s multižánrovým festivalem Slunovrat. Proběhla zde i jedna přednáška opavského přednáškového cyklu Moderní výzvy lidstva. Od září 2022 je plánován pravidelný pořad bohoslužeb, vždy jednou měsíčně na první neděli v měsíci v 11 hodin. Bohoslužby celebruje vojenský kaplan P. Mgr. kpt. Kamil Vícha. O hudební doprovod se stará Příležitostná schola u sv. Janů.